# Georg Amadeus Carl Friedrich Naumann
Georg Amadeus Carl Friedrich Naumann (Dresda, 30 maggio 1797 – Lipsia, 26 novembre 1873) è stato un geologo e mineralogista tedesco.

## Biografia
Figlio del musicista e compositore Johann Gottlieb Naumann, ricevette la sua prima educazione nella scuola annessa all'abbazia cistercense di Pforta, proseguendo a Friburgo sotto la guida di Werner, laureandosi a Jena, dove insegnò a partire dal 1823. Nei due anni precedenti, ebbe occasione di viaggiare in Norvegia, raccogliendo delle osservazioni che influenzarono la sua pubblicistica scientifica.
Dopo essersi trasferito a Lipsia per dodici mesi, nel 1826 divenne docente di cristallografia in quella che era stata la cattedra di Friedrich Mohs, autore della scala di durezza omonima.
Dal 1835 insegnò geognosia a Friburgo, completando la mappatura geologica della Sassonia con l'aiuto del geologo tedesco Bernard von Cotta (1808-1879). Sette anni più tardi, fu nominato professore di mineralogia e di geognosia all'Università di Lipsia.
Nel 1873, fu eletto membro onorario (estero) dell'Accademia Americana delle Arti e delle Scienze, poco tempo prima della morte, sopraggiunta il 26 novembre.

In suo onore è stato intitolato il Cratere lunare Neumann.

## Opere
- Beiträge zur Kenntniss Norwegens (2 volumi, 1824);
- Lehrbuch der Mineralogie (1828);
- Lehrbuch der reinen und angewandten Krystallographie (2 volumi e un atlante, pubblicati nel 1830);
- Elemente der Mineralogie (1846; 9ª edizione nel 1874; 10ª edizione con F. Zirkel, nel 1877);
- Lehrbuch der Geognosie, composto da 2 volumi e da un atlante fra il 1849 e il 1854. La 2ª edizione uscì in stampa dal 1858 al 1872.